# Анем
Анем — папуасский язык, на котором говорят в пяти деревнях, расположенных на северо-западном побережье острова Новая Британия, Папуа — Новая Гвинея: Маласонго (где говорят также на языке бариари), Караиаи, Мосилики, Пуделинг, Атиату (где говорят также на языке луси) и Боло (где говорят также на языке ариа). Также на анем говорит некоторые потомки жителей этих пяти деревень, живущие в окрестных селениях. Язык имеет два основных диалекта: акиблик и находящийся на грани исчезновения диалект деревни Боло (в 1982 году самому молодому носителю было 35 лет). Основной диалект акиблик ныне имеет около 550 носителей.
Анем является номинативным языком с немаркированным порядком слов типа Подлежащее-Сказуемое-Дополнение в прямом высказывании. Разделительные вопросительные предложения (да/нет) строятся при помощи интонации, а не изменения порядка слов. Отрицание (не) и завершённость действия (уже) обозначаются маркерами модальности, стоящими в конце предложения. Категория времени не указана прямо. Существуют три наклонения: изъявительное, ирреалис и побудительное. Изъявительное относится к событиям, которые уже произошли или происходят в настоящем; ирреалис относится к будущему времени и гипотетическим событиям, побудительное (только в третьем лице) используется в командах.
Язык преподаётся в двух местных школах на протяжении первых трёх лет обучения.